# Беглова, Садыя Арифовна
Садыя Арифовна Беглова (тат. Садыя Ариф кызы Беглова; 15 августа 1923, Большой Студенец, Шацкий уезд, Рязанская губерния, РСФСР, СССР — 10 октября 1992, Казань, Республика Татарстан, Российская Федерация) — советский татарский юрист, председатель Верховного суда ТАССР (1969—1985).

## Биография
Садыя Арифовна Беглова родилась 15 августа 1923 года в деревне Большой Студенец Шацкого уезда Рязанской губернии. По национальности — татарка, владела русским и татарским языками. Из семьи служащих, отец работал председателем татарского национального колхоза «Нацмен, вперёд!».
Окончив татарскую школу, в годы Великой Отечественной войны уехала в Казань, где в сентябре 1942 года поступила в Казанский государственный университет им. В. И. Ленина. Завершив лишь один семестр, в феврале 1943 года получила предложение поступить на службу в органы госбезопасности, и до июня 1947 года работала в НКВД-МГБ, в частности в Москве, Баку, Казани; в последующие годы об этом факте своей биографии не рассказывала, неизвестными остались её звание, содержание службы и круг полномочий.
Вернувшись после окончания войны к прерванной учёбе, с сентября 1947 года по июль 1949 года состояла слушательницей Казанской юридической школы. Окончив школу, в дальнейшем находилась на партийно-хозяйственной работе. Так, с января 1950 года по март 1951 года была инструктором отдела партийных, профсоюзных и комсомольских органов Бауманского районного комитета КПСС, а с апреля 1951 года по январь 1954 года занимала пост заместителя министра юстиции Татарской АССР.
В 1954 году окончила казанский филиал Всесоюзного юридического заочного института. Позднее также окончила Высшую партийную школу при ЦК КПСС.
С января 1954 года по декабрь 1957 года находилась на должности секретаря Альметьевского городского комитета КПСС. С декабря 1957 года по ноябрь 1960 года была инструктором, а затем заместителем заведующего отдела административных и торгово-финансовых органов Татарского областного комитета КПСС. С ноября 1960 года по март 1965 года занимала пост первого секретаря Бауманского райкома КПСС, а с марта 1965 года по март 1969 года была заместителем председателя исполкома Казанского городского совета. Работала под началом З. И. Муратова, С. Д. Игнатьева, Ф. А. Табеева; последний отзывался о ней как о «крупном юристе». В 1961 году была делегатом XXII съезда КПСС, в 1963—1985 годах — депутатом Верховного совета ТАССР. Входила в состав комиссии по разработке новой конституции ТАССР, также занимала пост председателя казанского отделения Всероссийского общества охраны памятников истории и культуры.
Указом Президиума Верховного совета ТАССР от 14 марта 1969 года назначена председателем Верховного суда ТАССР вместо освобождённого от обязанностей А. Д. Басова, а постановлением Верховного совета ТАССР от 21 ноября 1969 года официально избрана на эту должность. Указом Президиума Верховного совета ТАССР от 14 января 1985 года вместо Бегловой новым председателем Верховного суда был избран Г. М. Баранов. Ушла в отставку по собственному желанию, а 28 января 1985 года вышла на пенсию. В сентябре 1987 года была избрана первым председателем казанского отделения Совета ветеранов-пенсионеров войны, труда, правоохранительных органов.
Садыя Арифовна Беглова скончалась 10 октября 1992 года в Казани. Похоронена на Ново-Татарском кладбище (13 аллея, правая сторона, 13 участок).

## Личная жизнь
В замужестве — Аитова. Муж — Бельге Аитов (1923—1987), корреспондент газет «Советская Татария» и «Советская Россия», заслуженный работник культуры РСФСР. Деверь — Нариман Аитов.

## Награды
- Орден Трудового Красного Знамени[6].
- Медаль «За трудовую доблесть» (1960 год)[21].
- Почётное звание «Заслуженный юрист Татарской АССР[тат.]» (1985 год)[1].